# Pablo Brandán
Pablo Daniel Brandán (n. 5 martie 1983 în Merlo, Argentina) este un jucător argentinian de fotbal.

## Carieră

### Club Atletico Huracan
A debutat în 1999 pentru Club Atletico Huracan, a jucat un sezon și a marcat trei goluri în 25 de partide. După ce a evoluat în prima parte a campionatului din Argentina în sezonul 2000-2001, Brandan a făcut trecerea în Europa, fiind achiziționat de către clubul spaniol Deportivo Alaves.

### Deportivo Alaves
În 2001 merge la Deportivo Alaves, însă nu se acomodează, în 2 meciuri nereușind să înscrie. Aici, el a fost coechipier cu românul Cosmin Contra, precum și cu Bogdan Mara, cel cu care avea să se reîntâlnească și la Urziceni. Totuși, nu a fost prea mult timp coleg cu Mara, deoarece avea să se transfere la CF Burgos, formație din liga a treia spaniolă. După câteva meciuri jucate la Burgos, Brandan s-a întors în Argentina, de data aceasta la Independiente.

### Independiente
Se întoarce în țară la Independiente, unde joacă doar 6 meciuri și nu marchează.  A câștigat cu echipa din Avellaneda titlul de campion al Argentinei, Apertura, în 2002, evoluând în 6 partide la formația argentiniană.

### Argentinos Juniors
La Argentinos Juniors, evoluează în 13 partide fără gol marcat.

### Instituto Cordoba
În anul 2005 joacă un sezon la Instituto Cordoba, unde reușește să înscrie de două ori în 25 de partide.

### Deportivo Alaves
În anul 2006 se întoarce la Deportivo Alaves unde joacă în 18 meciuri, nereușind să marcheze și este observat de Unirea Urziceni , echipă unde urmează să se transfere un an mai târziu.

### Unirea Urziceni
A debutat la Unirea pe 22 septembrie 2007, într-un meci de Liga I jucat împotriva celor de la Ceahlăul Piatra-Neamț. La început a fost rezervă, dar rămâne la Unirea Urziceni pe o perioadă de trei ani și găsește aici un colectiv deosebit cu care lucrează foarte bine. A marcat primul gol în Liga I în meciul cu UTA Arad, câștigat de Unirea cu scorul de 2-1, meci disputat pe 26 aprilie 2008. Câștigă titlul de campion al României în sezonul 2008-2009 alături de antrenorul Dan Petrescu și se califică direct în grupele Ligii Campionilor. În cea mai importantă competiție a cluburilor din Europa, Brandan bifează 6 prezențe și mai mult de atât izbutește să marcheze un gol în poarta celor de la Glasgow Rangers, în deplasare,  meciul încheindu-se cu victoria Urziceniului scor 4-1,după golul lui Brandan scoțienii își dădeau trei autogoluri. În cele 66 de partide în care a jucat pentru Unirea, Brandan a marcat de patru ori și a avut o contribuție importantă la câștigarea titlului din sezonul 2008-2009.

## Performanțe internaționale
A jucat pentru Unirea Urziceni în grupele UEFA Champions League 2009-10, contabilizând 6 meciuri și reușind să marcheze un gol împotriva echipei scoțiene Glasgow Rangers, meci disputat la Glasgow, pe stadionul Ibrox, terminat cu scorul 1-4.
De altfel,a evoluat și pentru Steaua, în grupele UEFA Europa League 2010-2011 și UEFA Europa League 2011-2012,în primul sezon terminând pe locul 3, nereușind calificarea mai departe,dar în 2011-2012, s-au calificat ,terminând pe 2,și în 16-imi vor întâlni echipa olandeză, FC Twente Enschede.

## Titluri
| Sezon     | Club                | Titlu              |
| --------- | ------------------- | ------------------ |
| 2002-2003 | Independiente       | Apertura           |
| 2008-2009 | Unirea Urziceni     | Liga I             |
| 2010-2011 | FC Steaua București | Cupa României      |
| 2015      | ASA Târgu Mureș     | Supercupa Romaniei |